# Women They Talk About
Women They Talk About is een Amerikaanse filmkomedie uit 1928 onder regie van Lloyd Bacon. De film is wellicht zoekgeraakt.

## Verhaal
Mijnheer Mervin is een bankier in een klein stadje. Hij verbiedt zijn dochter Irene om te trouwen met John Harrison, die als employé werkt in zijn bank. Jaren later is John burgemeester geworden. Irene woont inmiddels in den vreemde. Na de dood van haar man keert ze met haar dochter Audrey terug naar haar geboortestad. Audrey wordt er verliefd op Steve, de zoon van John Harrison. Irene besluit om een gooi te doen naar het burgemeestersambt. John geeft de politie de opdracht om zijn concurrente in opspraak te brengen. Omdat ze niets kunnen vinden, brengen ze in plaats daarvan haar dochter Audrey in diskrediet.

## Rolverdeling
| Acteur              | Personage           |
| ------------------- | ------------------- |
| Irene Rich          | Irene Mervin Hughes |
| Audrey Ferris       | Audrey Hughes       |
| William Collier jr. | Steve Harrison      |
| Anders Randolf      | John Harrison       |
| Claude Gillingwater | Mijnheer Mervin     |
| Jack Santoro        | Man                 |
| John Miljan         | Agent               |